# Parascela
Parascela is een geslacht van kevers uit de familie bladkevers (Chrysomelidae).
De wetenschappelijke naam van het geslacht werd in 1878 gepubliceerd door Joseph Sugar Baly.

## Soorten
- Parascela castanea Tan in Tan & Wang, 1983
- Parascela tuberosa Tan & Wang, 1983